# Конституция Башкирской АССР (1925)
Проект конституции Башкирской ССР 1925 года — проект конституции (основного закона) Автономной Башкирской Социалистической Советской Республики; проект утверждён 27 марта 1925 года Всебашкирским съездом Советов в Уфе.

Флаг РСФСР

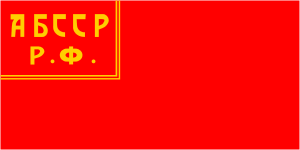
Флаг АБССР.

## История принятия
6 июля 1923 года Центральный Исполнительный Комитет (ЦИК) СССР принял Конституцию СССР. 31 января 1924 года она была утверждена XI Всесоюзным съездом Советов, который предложил ВЦИК разработать изменения Конституции РСФСР.
XII Всероссийский съезд Советов 18 ноября 1925 года утвердил новый текст Конституции РСФСР.
В соответствии с изменениями в Конституции РСФСР было необходимо принимать или менять конституции во всех автономных советских социалистических республиках, входивших в состав РСФСР.
Президиум ВЦИК в октябре 1925 года образовал специальную комиссию из представителей ЦИК автономных республик во главе с членом ВЦИК для разработки основных положений конституций автономных республик РСФСР.
Первоначальный проект конституции БССР, подготовленный Народным комиссариатом юстиции, был представлен на рассмотрение V Всебашкирского съезда Советов, состоявшегося 21-27 марта 1925 года.
Проект Конституции АБССР 1925 года не была утверждена центром, но она довольно точно отражала конституционное состояние республики, обобщала  опыт государственного строительства в Башкирии, завершала организационный период в её истории и представляла собой политико-правовой документ, определяющий развитие Башкирии.
Первым основным законом, непосредственно действующим на территории Башкирской АССР, стала Конституция Башкирской АССР 1937 года, которая была утверждена Верховным Советом РСФСР 2 июля 1940 года..

## Структура Конституции БССР 1925 года
Первоначальный проект Конституции БССР состоял из четырёх глав и имел следующий вид:
Глава I. Общие положения (15 статей).
Глава II. О Всебашкирском съезде Советов (5 статей).
Глава III. БашЦИК (52 статьи). А. В области законодательной. Б. В области распорядительной. В. В области контролирующей.
Глава IV. Башсовнарком (14 статей).
В первоначальном проекте конституции Башкирской ССР излишне много места уделялось положению отдельных центральных учреждений и должностных лиц республики, процедурным и другим второстепенным вопросам. Поэтому в проект Наркомюста были внесены изменения.

## Основные положения Конституции БССР 1925 года
Утверждённая 27 марта 1925 года Всебашкирским съездом Советов Конституция Башкирской ССР имела следующий вид:
Конституция Башкирской ССР 1925 года состояла из 93 статей, 8 глав и 4 разделов.
Раздел I. Общие положения.
- Глава 1. Без названия (19 статей).
- Глава 2. О взаимоотношениях Башкирской Социалистической Республики с Российской Социалистической Федеративной Советской Республикой и Союзом Социалистических Республик в области законодательства и управления (13 статей).
- Глава 3. Бюджетные права Башкирской Социалистической Советской Республики (7 статей, ст. ст. 33-39).
- Глава 4. О предметах ведения Всебашкирского Съезда Советов Башкирской Социалистической Советской Республики (2 статьи).

Раздел II. Об устройстве Советской власти в Башкирской Социалистической Советской Республике.
- Глава 5. О центральной власти.

А. О Всебашкирском съезде Советов (4 статьи).
Б. О центральном исполнительном комитете Башкирской Социалистической Советской Республики (6 статей).
В. О Совете народных депутатов (5 статей).
Г. О народных комиссариатах Башкирской Социалистической Советской Республики (10 статей, ст. ст. 57-66).
- Глава 6. О местной власти.

А. О съездах Советов (5 статей, ст. ст. 67-71). Б. Об исполнительных комитетах (5 статей).
В. О Советах депутатов (5 статей, ст. ст. 77-81). Г. О предметах ведения местных органов власти (3 статьи).
Раздел III. О выборах в Советы.
- Глава 7. Без названия.

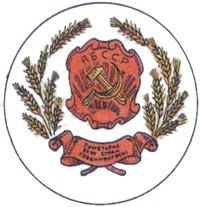
Герб АБССР

А. Избирательные права (3 статьи, ст. ст. 85-87). Б. О проверке и отмене выборов и отзыве депутатов (3 статьи).
Раздел IV. Без названия.
- Глава 8. О гербе, флаге и месте пребывания Правительства Башкирской Социалистической Советской Республики (3 статьи).

Башкирия признавалась автономной республикой Советов рабочих, крестьянских и красноармейских депутатов, свободно входящей в состав РСФСР и через неё — в Союз Социалистических Республик, свободно определяющей форму своих взаимоотношений с общефедеративной властью и форму участия в общефедеративном Правительстве РСФСР (ст. 1). при этом Башкирская республика — государство рабочих и крестьян, национальная советская республика (ст. 3).
Конституция Башкирской ССР 1925 года закрепляла кантонное территориальное устройство Башкирии, в её состав входят 8 кантонов: Аргаяшский, Белебеевский, Бирский, Зилаирский, Месягутовский, Стерлитамакский, Тамьян-Катайский, Уфимский (ст. 4).
Конституция за гражданами республики признавала право свободного пользования родным языком на съездах, в суде, управлении и общественной жизни; национальным меньшинствам обеспечивалось право обучения на родном языке в школе (ст. 7). Однако официальными языками признавались башкирский и русский (ст. 8). Предусматривалось, что судебные органы республики в своей правоприменительной деятельности учитывают бытовые особенности башкирского трудового народа, (ст. 14). Право защищать революцию с оружием в руках оценивалось как почётное и предоставлялось только трудящимся (ст. 15).
Конституция Башкирской ССР 1925 года довольно подробно решала вопросы взаимоотношения Башкирской ССР как с РСФСР, так и СССР в области законодательства и управления. В части бюджетных прав Конституция Башкирской ССР 1925 года устанавливала, что доходы и расходы Башкирской ССР подразделяются на: а) доходы и расходы, предусмотренные по госбюджету РСФСР; б) доходы и расходы, проходящие по местному бюджету Башкирской ССР (ст. 33).
Конституция устанавливала, что исключительному ведению Всебашкирского съезда Советов подлежат: принятие, изменение и дополнение Конституции Башкирской ССР в целом или отдельных статей и пунктов с последующим утверждением ВЦИК и Всероссийским съездом Советов; принятие проектов изменения границ Башкирской ССР; утверждение положений о центральных органах власти в Башкирской ССР; разрешение всех финансово-бюджетных вопросов, отнесённых к компетенции съезда Советов и ЦИК Башкирской ССР в силу законодательства Союза СССР и РСФСР; выборы делегатов на Всероссийский и Всесоюзный съезды Советов (ст. 40).
Конституция БССР 1925 года устанавливала, что республика имеет свой Государственный герб и Государственный флаг. Местом пребывания правительства Башкирии был определён город Уфа.

## Отказ в утверждении Конституции
В 1925 году Конституция была представлена на утверждение ВЦИК и получила отказ. ВЦИК сделал следующие замечания:
Согласно конституции «Башкирия является республикой, свободно входящей в состав РСФСР и через неё объединяющейся в Союз Советских Социалистических Республик». Комиссия ВЦИК отвергла эту фразу и предложила следующую: «Российская Федерация построена не на основе свободного договорного объединения отдельных республик, а на принципе выделения из состава Российской республики отдельных национальностей в автономные республики с утверждением Верховными органами РСФСР».
Подкомиссия ВЦИК, сопоставив проект Конституции БССР с Конституциями СССР и РСФСР, проектами других автономных республик, предложила исключить 1 — 19 статьи и определила две новые статьи. Работа подкомиссии сильно затянулась. 17 августа 1926 года было решено отложить рассмотрение проектов всех конституций до «установления общих начал». Проект Конституции БССР остался неутверждённым.